# Wojciech Jankowski

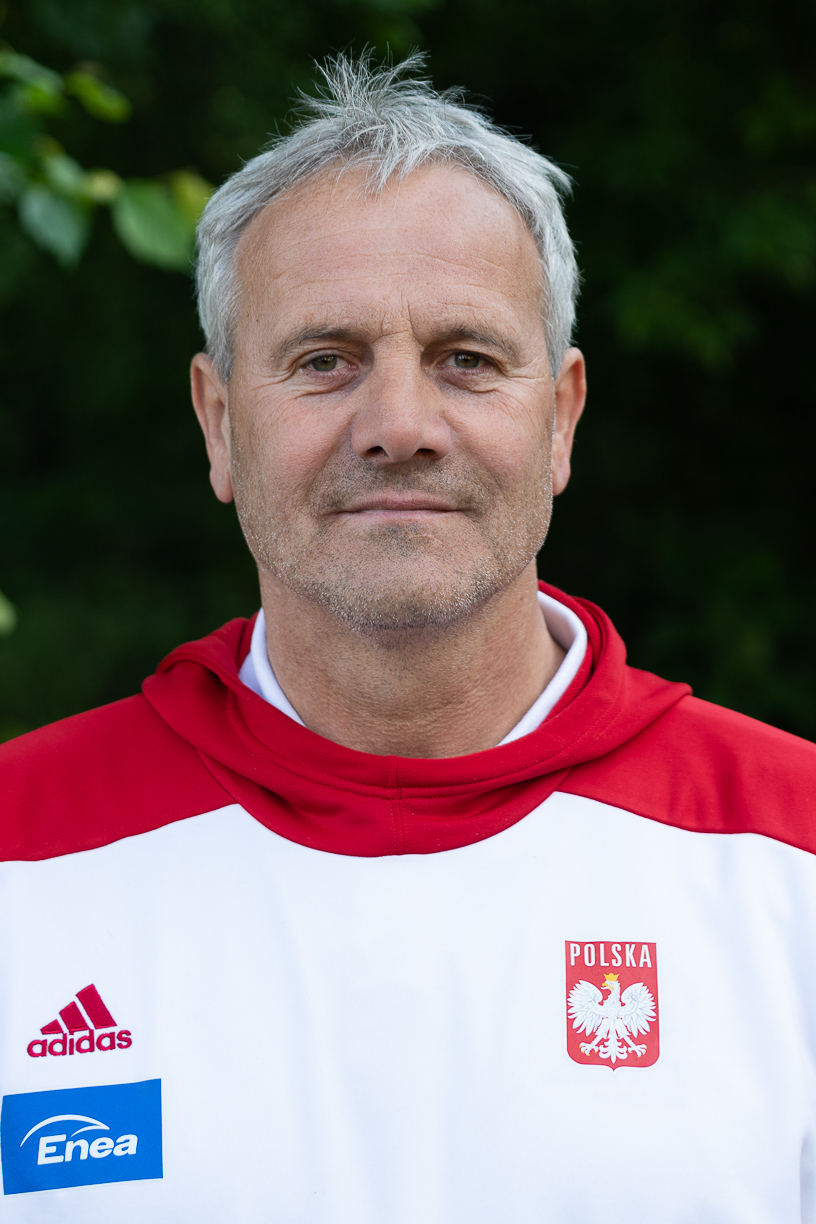
Wojciech Jankowski, 2019

Wojciech Jankowski (* 1. April 1963 in Płock) ist ein ehemaliger polnischer Ruderer. Er gewann 1992 die olympische Bronzemedaille im Vierer mit Steuermann.

## Karriere
Der 1,95 m große Wojciech Jankowski belegte 1980 den achten Platz im Zweier ohne Steuermann bei den Junioren-Weltmeisterschaften, 1981 erreichte er die gleiche Platzierung mit dem Vierer mit Steuermann. Bei den Weltmeisterschaften 1983 ruderte er im Vierer ohne Steuermann auf den zwölften Platz. 1986 in Nottingham belegte der polnische Vierer mit Steuermann den sechsten Platz in der Besetzung Dariusz Stadniuk, Wojciech Neumann, Wojciech Szymerowski, Wojciech Jankowski und Steuermann Ireneusz Omiecki. Bei den Olympischen Spielen 1988 in Seoul trat Jankowski mit Jacek Streich und Ireneusz Omiecki im Zweier mit Steuermann an und belegte den neunten Platz.
Im Jahr darauf startete Jankowski bei den Weltmeisterschaften 1989 in Bled zusammen mit Tomasz Tomiak und Michał Cieślak im Zweier mit Steuermann und belegte den sechsten Platz, 1990 in Neuseeland war Jankowski Siebter im Zweier mit Steuermann. 1991 bildete sich ein polnischer Vierer mit Steuermann in der Besetzung Wojciech Jankowski, Maciej Łasicki, Jacek Streich, Tomasz Tomiak und Michał Cieślak. Bei den Weltmeisterschaften 1991 in Wien siegte der deutsche Vierer vor den Rumänen und dem polnischen Boot, das im Ziel 0,2 Sekunden Vorsprung vor den viertplatzierten Briten hatte. Ein Jahr später bei den Olympischen Spielen in Barcelona ruderte der polnische Vierer mit Steuermann in der gleichen Besetzung wie im Vorjahr. Im olympischen Finale gewannen die Rumänen vor den Deutschen und den Polen, die diesmal fast drei Sekunden Vorsprung vor dem viertplatzierten Boot aus den Vereinigten Staaten hatten.
1993 trat Jankowski bei den Weltmeisterschaften in Račice u Štětí in zwei Bootsklassen an. Jankowski, Łasicki, Streich und Tomiak gewannen hinter dem französischen Boot die Silbermedaille im Vierer ohne Steuermann. Die vier Ruderer waren auch Mitglieder des polnischen Achters, der den siebten Platz belegte. 1994 belegten Jankowski, Łasicki, Streich und Tomiak noch einmal den fünften Platz bei den Weltmeisterschaften in Indianapolis. 1995 wurde Tomiak im polnischen Vierer durch Piotr Basta ersetzt. Bei den Weltmeisterschaften 1995 in Tampere gewann das Boot die Bronzemedaille hinter den Italienern und Briten. Im Jahr darauf trat der polnische Vierer bei den Olympischen Spielen in Atlanta mit Piotr Olszewski, Jacek Streich, Wojciech Jankowski und Piotr Basta an und belegte den zwölften Platz. Bei den Weltmeisterschaften 1997 belegte Jankowski mit dem Vierer ohne Steuermann den achten Platz, 1998 in Köln war er Siebter mit dem Vierer mit Steuermann.
Wojciech Jankowski ruderte für den Verein Budowlani Płock.